# Georg Philipp Harsdörffer
Georg Philipp Harsdörffer, född 1 november 1607 i Fischbach vid Nürnberg, död 17 september 1658 i Nürnberg, var en tysk skald. 
Harsdörffer var assessor vid underrätten i Strassburg och sedan rådman i Nürnberg. Han stod i en viss opposition till Martin Opitz och anslöt sig nära till Giambattista Marini och dennes efterföljare. Han var redan en representant för den italienska barocken, diktade flitigt herdedikter och utgjorde ett slags övergångsman till andra schlesiska skolan. Han stod nära Johann Klaj, tillsammans med vilken han 1644 stiftade "Der gekrönte Blumenorden an der Pegnitz" (vanligen kallad Die Pegnitzschäfer). 
Mest uppskattad av samtiden var Harsdörffers Frauenzimmer Gesprächsspiele, ett slags konversationslexikon i dialogform (1641–1649). Den svenske litteraturvetaren Johan Mortensen (1864–1940) ansåg dock att Harsdörffers diktning inte vittnar om någon större poetisk begåvning och avfärdade hans Poetischer Trichter, die deutsche Dicht- und Reimkunst in 6 Stunden einzugiessen (1648–1653) som "en oklar och svamlig omskrivning av Opitz poetik".

## Psalmer
- Ho satans boning tänker på ( 1695 nr 408, 1819   nr 464) originaltext skriven okänt årtal, översatt av Jakob Arrhenius.